# Pi’erre Bourne
Джордан Тимоти Дженкс (родился 19 сентября 1993), более известный как Pi'erre Bourne — американский продюсер и рэпер. Наиболее известен продюсированием песни «Magnolia» от Playboi Carti и «Gummo» от 6ix9ine. Продюсерский тег Bourne, «Yo Pierre, you wanna come out here ?» (с англ. — «Йоу Пьерр, не мог бы ты выйти сюда ?»; сэмпл из The Jamie Foxx Show), стал интернет феноменом и мемом, что привело его к известности.

## Ранняя жизнь
Дженкс родился в Форт-Райли, штат Канзас, но вырос в Нью-Йорке. В детстве он проводил лето со своей бабушкой в боро Куинс, что привело к его интересу к исполнителям хип-хопа Восточного побережья, таким как Dipset и G-Unit. Он родственник Mobile Malachi, белизского криол-регги музыканта. Он также является двоюродным братом Papoose, рэпера либерийского происхождения. Вдохновлённый своим дядей Дуайтом, который был рэпером и графическим художником, Дженкс впервые начал делать биты, когда учился в начальной школе, используя FL Studio на его компьютере.

## Музыкальный стиль
Дженкс вдохновлялся Уиз Халифой, Young Jeezy, Gucci Mane, J Dilla, Pharrell Williams, Timbaland и Kanye West. Также как и West, Дженкс хочет продолжить карьеру продюсера наравне с карьерой рэпера.

## Дискография

### Студийные альбомы
| Название              | Детали                                                                                         | Высшая позиция в чарте |
| Название              | Детали                                                                                         | US                     |
| --------------------- | ---------------------------------------------------------------------------------------------- | ---------------------- |
| The Life of Pi'erre 4 | - Выпущен: 21 июня 2019 - Лейблы: SossHouse, Interscope - Форматы: Цифровая загрузка           | 107                    |
| The Life of Pi’erre 5 | - Выпущен: 11 июня 2021 - Лейблы: SossHouse, Interscope - Форматы: Цифровая загрузка, стриминг | 35                     |

### Совместные микстейпы
| Название                                             | Детали                                                                                          | Высшая позиция в чарте | Высшая позиция в чарте |
| Название                                             | Детали                                                                                          | US                     | US R&B/HH              |
| ---------------------------------------------------- | ----------------------------------------------------------------------------------------------- | ---------------------- | ---------------------- |
| Pi’erre & Cardo’s Wild Adventure (совместно с Cardo) | - Выпущен: 25 декабря 2018 - Лейбл: Внелейбла - Format: Цифровая загрузка                       | —                      | —                      |
| Sli’merre (совместно с Young Nudy)                   | - Выпущен: 8 мая 2019 - Лейбл: RCA - Формат: Цифровая загрузка                                  | 63                     | 35                     |
| The Wolf of Peachtree (совместно с Jelly)            | - Выпущен: 31 января 2020 - Лейбл: Внелейбла - Формат: Цифровая загрузка                        | —                      | —                      |
| Chavo's World (совместно с Chavo)                    | - Выпущен: 27 ноября 2020 - Лейбл: Sosshouse Records - Форматы: Стриминг, цифровая загрузка     | —                      | —                      |
| Frazier Trill (совместно с Frazier Trill)            | - Выпущен: 29 января 2021 - Лейбл: Sosshouse Records - Форматы: Стриминг, цифровая загрузка     | —                      | —                      |
| 47 Meters Down (совместно с Sharc)                   | - Выпущен: 25 июня 2021 - Лейбл: Sosshouse Records - Форматы: Стриминг, цифровая загрузка       | —                      | —                      |
| Chavo's World 2 (совместно с Chavo)                  | - Выпущен: 13 августа 2021 - Лейбл: Sosshouse Records - Форматы: Стриминг, цифровая загрузка    | —                      | —                      |
| Yo!88 (совместно с TM88)                             | - Выпущен: 10 декабря 2021 - Лейблы: Capitol, Interscope - Форматы: Стриминг, цифровая загрузка | —                      | —                      |

### Мини-альбомы
| Название         | Детали                                                                    |
| ---------------- | ------------------------------------------------------------------------- |
| King of the Hill | - Выпущен: 1 ноября 2017 - Лейбл: Внелейбла - Формат: Цифровая загрузка   |
| SossGirl         | - Выпущен: 15 февраля 2016 - Лейбл: Внелейбла - Формат: Цифровая загрузка |

### Микстейпы
| Название              | Детали                                                                     |
| --------------------- | -------------------------------------------------------------------------- |
| The Life of Pi'erre   | - Выпущен: 19 сентября 2016 - Лейбл: Внелейбла - Формат: Цифровая загрузка |
| The Life of Pi'erre 2 | - Выпущен: 25 ноября 2016 - Лейбл: Внелейбла - Формат: Цифровая загрузка   |
| The Life of Pi'erre 3 | - Выпущен: 26 декабря 2016 - Лейбл: Внелейбла - Формат: Цифровая загрузка  |

### Синглы

#### Как главный исполнитель
| Название                                  | Год  | Альбом             |
| ----------------------------------------- | ---- | ------------------ |
| "Yo Pi'erre!" (при участии Playboi Carti) | 2017 | Внеальбомный сингл |
| "Marie Curie"                             | 2018 | Внеальбомный сингл |